# Neoliodes lawrencei
Neoliodes lawrencei är en kvalsterart som beskrevs av Arthur P. Jacot 1940. Neoliodes lawrencei ingår i släktet Neoliodes och familjen Neoliodidae. Inga underarter finns listade i Catalogue of Life.